# Teoría del saturnismo romano
La teoría del saturnismo romano plantea la hipótesis de que la exposición crónica al plomo (saturnismo) contribuyó a la decadencia del Imperio romano. Algunos historiadores y científicos sugieren que el uso generalizado de plomo en tuberías de agua (fistulae), utensilios de cocina y edulcorantes para vino (sapa) provocó un envenenamiento generalizado por plomo, que afectó la salud pública, la función cognitiva y la toma de decisiones de la élite romana. Sin embargo, el alcance del impacto del plomo sigue siendo objeto de debate, y los críticos argumentan que los niveles de exposición no fueron lo suficientemente altos como para causar daños significativos.

## Antecedentes
La teoría de que el envenenamiento por plomo contribuyó a la decadencia del Imperio romano se originó en el siglo XIX. Sus primeros defensores sugirieron que el uso de utensilios de cocina de plomo por parte de la aristocracia romana provocaba envenenamiento crónico por plomo, lo que acarreaba problemas de salud como infertilidad y deterioro cognitivo. Esta hipótesis se basaba en observaciones del uso generalizado del plomo en la vida cotidiana romana, incluyendo tuberías de agua, recipientes de cocina y como aditivo en el vino.

## SigloXX

### S. Colum Gilfillan
En el siglo XX, investigadores como S. C. Gilfillan amplió esta teoría, proponiendo que el envenenamiento por plomo causaba disminución de la fertilidad y abortos espontáneos entre las mujeres romanas, contribuyendo así al declive de la aristocracia romana. En su artículo de 1965 Lead Poisoning and the Fall of Rome, Gilfillan argumentó que el uso de utensilios de cocina de plomo y vino infusionado con plomo por parte de la aristocracia romana provocó un envenenamiento por plomo generalizado, que, según él, contribuía a la infertilidad y al deterioro cognitivo entre la élite. Postuló que este envenenamiento selectivo debilitaba a la clase dominante, lo que afectaba la estabilidad del imperio.
Los estudios de restos óseos de ese período revelaron altas concentraciones de plomo, lo que proporciona evidencia física que respalda estas afirmaciones.

### Jerome Nriagu
Basándose en el trabajo de Gilfillan, el geoquímico Jerome Nriagu publicó en 1983 un estudio titulado Saturnine Gout among Roman Aristocrats, en el que exploró la prevalencia de la gota —una afección históricamente asociada con el envenenamiento por plomo— entre la élite romana. Nriagu sugirió que el consumo de alimentos y bebidas contaminados con plomo fue un factor significativo en el desarrollo de la gota, lo que implica aún más el envenenamiento por plomo en el deterioro de la salud de la aristocracia romana.

### Finales delsigloXX
A pesar de las controversias, las discusiones iniciadas por Gilfillan y Nriagu en el siglo XX sentaron las bases para la investigación actual sobre el papel potencial de los factores ambientales, como el envenenamiento por plomo, en la compleja narrativa de la decadencia del Imperio romano.

## SigloXXI

### Análisis de núcleos de hielo
Análisis de núcleos de hielo del Ártico en los años 2020 han proporcionado evidencia que vincula la contaminación atmosférica por plomo durante el Imperio romano con posibles deterioros cognitivos en su población. Estos núcleos de hielo, que preservan partículas atmosféricas de milenios pasados, sirven como valiosos registros de los niveles históricos de contaminación.
Un estudio publicado en las Proceedings of the National Academy of Sciences of the United States of America examinó núcleos de hielo que abarcan desde 500 AEC hasta 600 d. C., que revela aumentos significativos en las emisiones de plomo a partir de alrededor de 15 AEC, coincidiendo con el ascenso del Imperio romano. Estos niveles elevados persistieron hasta aproximadamente el año 165 d. C., coincidiendo con el período conocido como la Pax Romana. Las principales fuentes de esta contaminación fueron las extensas operaciones de minería y fundición, en particular para la extracción de plata, que liberaron cantidades sustanciales de plomo a la atmósfera.
Utilizando modelos atmosféricos, los investigadores estimaron que durante este período pico, las concentraciones promedio de plomo en Europa superaron 1.0 ng/m3, con áreas cercanas a actividades metalúrgicas que experimentan concentraciones que superan 150 ng/m3. Estos niveles elevados de plomo atmosférico probablemente resultaron en un aumento de los niveles de plomo en sangre entre la población, y los niños experimentaron aumentos de aproximadamente 2.4 μg/dL. Dicha exposición se asocia con deterioro cognitivo, incluyendo una reducción estimada del 2,5% a 3 puntos de cociente intelectual.

### Análisis sociológicos
Los análisis sociológicos de la teoría del saturnismo romano suelen centrarse en la interacción entre los avances tecnológicos y la salud pública. El uso extensivo del plomo por parte de los romanos en diversas aplicaciones pone de manifiesto una tendencia social donde la búsqueda de la comodidad y la innovación primaba sobre los posibles riesgos para la salud. A pesar de la conciencia de la toxicidad del plomo, como señaló Vitruvio, arquitecto romano que advirtió que el agua que circulaba por tuberías de plomo podía ser perjudicial para la salud humana, el atractivo de su practicidad condujo a su adopción generalizada. Esta preferencia por los productos con plomo, incluso cuando existían alternativas más seguras como las tuberías de arcilla, refleja una tendencia humana más amplia a priorizar los beneficios inmediatos sobre el bienestar a largo plazo, un patrón observado en diversas sociedades a lo largo de la historia.

### Consecuencias sociales del plomo
La exposición al plomo tiene efectos profundos y duraderos en las sociedades, impactando tanto la salud individual como las estructuras sociales en general. En los niños, incluso niveles bajos de plomo pueden causar daños irreversibles, como una reducción del coeficiente intelectual (CI), dificultades de aprendizaje y problemas de comportamiento como mayor agresividad e hiperactividad. Estos deterioros cognitivos pueden provocar un menor rendimiento académico y menores ingresos a lo largo de la vida.